# Ezequiel Padilla Peñaloza
Ezequiel Mario Alberto Padilla Peñaloza (Coyuca de Catalán, Guerrero; 31 de diciembre de 1890-Ciudad de México, 6 de septiembre de 1971) fue un escritor, diplomático, abogado y político mexicano.  
A lo largo de su vida política se desempeñó como procurador general de la República en 1928 durante la presidencia de Plutarco Elías Calles, secretario de Educación Pública de 1928 a 1930 durante la presidencia de Emilio Portes Gil y secretario de Relaciones Exteriores de 1940 a 1945 durante la presidencia de Manuel Ávila Camacho. 

## Primeros años y educación
Sus padres fueron Ezequiel Padilla y Evarista Peñaloza. Después de haberse trasladado a la ciudad de Iguala a realizar sus estudios de primaria, demostró desde muy temprana edad su habilidad para declamar discursos. Para 1902, ingresa al Instituto Científico y Literario de Chilpancingo hasta 1908, año en que el entonces gobernador del estado, Damián Flores, clausura la institución. Posteriormente, se traslada a la Ciudad de México donde continua sus estudios en la Escuela Nacional de Jurisprudencia, graduándose como licenciado en Derecho.
En 1912, se involucra en la fundación de la Escuela Libre de Derecho —donde también estudió— participando como líder estudiantil y obteniendo las calificaciones más altas de su generación. Después de haber liderado movimientos estudiantiles, es exiliado en 1916 por el gobierno mexicano y reside por algún tiempo en Cuba. Más tarde, reside en los Estados Unidos e ingresa a la Universidad de Columbia en la ciudad de Nueva York y luego en París, Francia concluye un posgrado en La Sorbona. Regresa a México y el presidente Álvaro Obregón lo nombra Presidente de la Junta de la Beneficencia Privada.

## Vida política
Se convierte en diputado por la XXX Legislatura para el periodo 1922-1924 y sucesivamente en la XXXI Legislatura para el periodo 1924-1926. En 1928, es designado procurador general de la república por el presidente Plutarco Elías Calles, cargo al que renuncia para fungir como fiscal en el caso de León Toral, asesino material de Obregón. Al tomar posesión de la presidencia de la república Emilio Portes Gil, lo nombra Secretario de Educación Pública, periodo que ejerce hasta el 5 de febrero de 1930. Ese mismo año, representa a México como ministro extraordinario y  plenipotenciario en Italia y Hungría durante la presidencia de Pascual Ortiz Rubio. De 1930 a 1934, funge como senador por Guerrero. 
En 1940, el presidente Manuel Ávila Camacho lo designa Secretario de Relaciones Exteriores. En 1942, preside la Conferencia Internacional de Cancilleres en la ciudad de Río de Janeiro, Brasil, al igual la Conferencia Interamericana sobre la guerra y la paz celebrada en el Castillo de Chapultepec en 1945. Durante esta última congregación, surge el Acta de Chapultepec donde se establece que Todos los estados soberanos son jurídicamente iguales entre sí. Ese mismo año, representó a México en la Conferencia Internacional de San Francisco que dio origen a la Organización de las Naciones Unidas (ONU). Renunció al cargo, para lanzarse como candidato a la presidencia de México en 1946 por el Partido Democrático Mexicano, pero perdió la elección ante el candidato del Partido Revolucionario Institucional, Miguel Alemán Valdés. La prensa lo acusó de haber servido al tirano Victoriano Huerta y que estuvo de acuerdo con asesinar al presidente Madero y al vicepresidente Pino Suárez, pero pudo desmentir esta acusación.
Recibió el doctorado Honoris Causa por parte de la Universidad de Columbia. Posteriormente, fue presidente de la Academia Mexicana de Derecho Internacional, así como miembro de la Barra Americana del Colegio de Abogados y el Instituto Mexicano de Derecho y Legislación Comparada.
Salvador Novo lo catalogó como el mejor orador que ha tenido México y lo recuerda diciendo: "¡Qué orador, señor, qué orador!, su oratoria es de una elegancia afrancesada y un barroquismo helénico, escucharlo constituye una experiencia gozosa".[cita requerida]
Nuevamente, se desempeña como senador por Guerrero por la XLVII Legislatura del 1 de septiembre de 1964 al 31 de agosto de 1970. Falleció en la Ciudad de México el 6 de septiembre de 1971.

## Obras publicadas
- El escritor mexicano
- Los nuevos ideales de Tamaulipas
- La educación y el pueblo
- En el frente de la democracia
- El hombre libre de América
- En la tribuna de la Revolución